# Abdullah Fusseini
Abdullah Fusseini (Accra, 1º luglio 1982) è un ex calciatore ghanese, di ruolo centrocampista.

## Carriera

### Club
Nel 1998 comincia a giocare in Ghana con la maglia del King Faisal.
Nel 1999 si trasferisce in Italia dove approda al Torino. Esordisce in Serie A il 14 maggio 2000 in Torino-Piacenza (2-1) subentrando a gara in corso. Nelle due stagioni successive fa sempre parte della squadra granata senza mai scendere in campo con la prima squadra ma continuando a militare nella formazione Primavera.
Nel 2002 viene acquistato in comproprietà per 400.000 euro dal Gualdo in Serie C2, dove gioca fino all'estate del 2005 avendo una piccola parentesi ancora con il Torino che lo aveva riscattato all'inizio della stagione 2004-2005 allorquando militava in Serie B.
Dopo Gualdo ha una breve esperienza a Casale e poi passa al Gubbio dove resta per una stagione e mezza.
Nel gennaio 2007 è passato per 520.000 euro al Melfi (stessa categoria, ma girone C) dove ha giocato fino al gennaio 2008, quando è stato acquistato dal Catanzaro.
Il 1º settembre 2008 ha rescisso il contratto che lo legava alla squadra calabrese fino al termine della stagione 2008-2009.

### Nazionale
Prima dei Mondiali in Germania, nel 2006, è stato convocato facendo poi il suo esordio nella Nazionale ghanese per la partita amichevole contro la Tunisia, terminata 1-0 in favore della sua selezione.

## Palmarès

### Club

#### Competizioni nazionali
- Serie B: 1

Torino: 2000-2001